# كلوديت أورتيز
كلوديت أورتيز (بالإنجليزية: Claudette Ortiz)‏ هي مغنية أمريكية، ولدت في 21 يوليو 1981 في Willingboro Township, New Jersey ‏ في الولايات المتحدة.

## وصلات خارجية
- كلوديت أورتيز على موقع IMDb (الإنجليزية)
- كلوديت أورتيز على موقع ميوزك برينز (الإنجليزية)
- كلوديت أورتيز على موقع أول ميوزيك (الإنجليزية)
- كلوديت أورتيز على موقع ديسكوغز (الإنجليزية)